# Saint-Nicolas-la-Chapelle (Saboya)
 Saint-Nicolas-la-Chapelle  es una población y comuna francesa, en la región de Ródano-Alpes, departamento de Saboya, en el distrito de Albertville y cantón de Ugine.

## Demografía
| 424 | 405 | 341 | 402 | 416 | 418 |
| Para los censos de 1962 a 1999 la población legal corresponde a la población sin duplicidades (Fuente: INSEE [Consultar]) |     |     |     |     |     |